# 久しく待ちにし主よとく来たりて

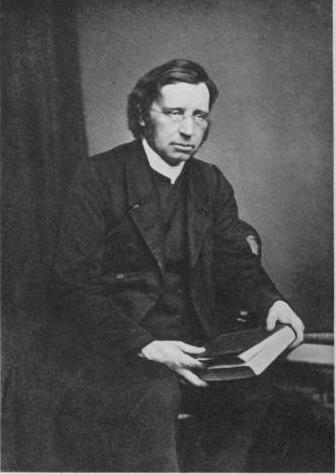
ジョン・メーソン・ニール

久しく待ちにし主よとく来たりて（ひさしくまちにししゅよとくきたりて、Veni, Veni, Emmanuel 英 O come, O come, Emmanuel）は、アドベントの時期に広く歌われる讃美歌（クリスマス・キャロル）である。詞・曲とも、中世の聖歌のものであったが、19世紀にジョン・メーソン・ニールとトマス・ヘルモアにより歌詞の英訳と曲の編曲が行われ、現在の形となった。

## 概要

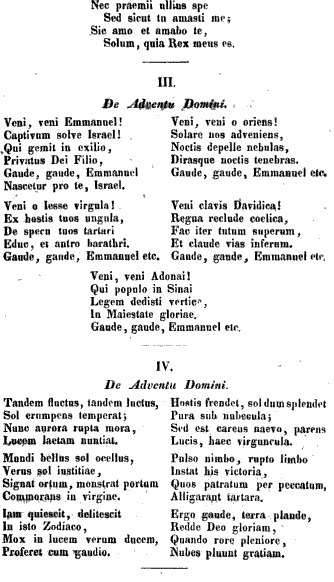
Veni, Veni, Emmanuelの歌詞

この讃美歌は、元々9世紀のラテン語聖歌であり、19世紀に讃美歌の作詞者であるジョン・メーソン・ニールが英訳した。音楽も，もとは中世フランスの「Veni Emmanuel」という、聖フランシスコ女子修道会行列賛歌 (processional) で、リスボンの国立図書館の典書にあったこの曲をニールの友人の、合唱指揮者トマス・ヘルモアが、1856年に編曲し、5つのスタンザから構成される現在の形となった。ニールのオリジナルの翻訳では、出だしの部分が
Draw nigh, draw nigh, Emmanuel
となっていたが、その後O Come, O Come, Emmanuelに変更され、アドベントの時期に広く歌われるようになった。
ニールは元々イギリス国教会司祭であったが、オックスフォード運動 に関わったことで国教会の上層部と対立し、1846年、サキヴィル大学の指導教官に就任後は、不遇な生活を送った。しかし現在、彼の作品は高く評価されている。ニールは他にも『ウェンセスラスはよい王様』などの代表作がある。

## 所収
- 讃美歌 94番
- 讃美歌21 231番 「久しく待ちにし」
- 新生讃美歌 149番 「来れやインマヌエル(A)」 - 讃美歌21とは訳詞が異なる。

## イザヤ書の預言

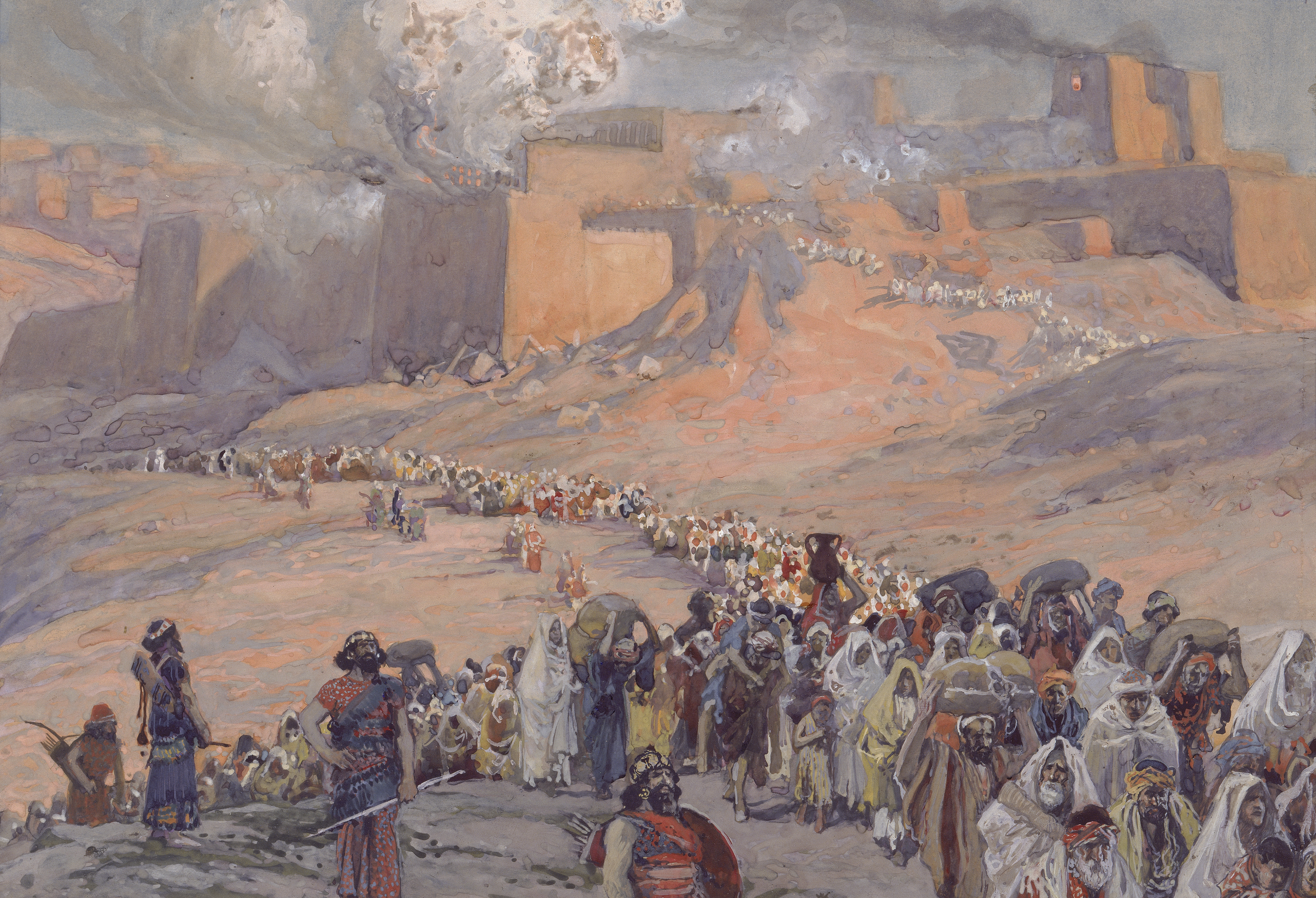
バビロン捕囚

この讃美歌の出だしの箇所「O Come, O Come, Emmanuel」（来（きた）れ、来れ、インマニュエル）とは、旧約聖書のイザヤ書第7章14節にある預言である。 
見よ、おとめがみごもって男の子を産み、その名はインマヌエルと呼ぶ。—イザヤ書 第7章14節、536頁
インマヌエル(インマニュエル)とは、「主は我らと共にあり」の意味で、メシアであるイエス・キリストの呼び名の一つである。マタイによる福音書にもこういう記述がある。
見よ、おとめが身ごもって男の子を産む。その名はインマヌエルと呼ばれる。この名は、神は我々と共におられるという意味である。—マタイによる福音書 第1章23節
イザヤ書にはこういう記述もある。
闇の中を歩む民は、大いなる光を見、死の陰の地に住む者の上に、光が輝いた。（中略）ひとりのみどりごがわたしたちのために生まれた。ひとりの男の子がわたしたちに与えられた。権威が彼の肩にある。その名は、「驚くべき指導者、力ある神、永遠の父、平和の君」と唱えられる。ダビデの王座とその王国に権威は増し、平和は絶えることがない。王国は正義と恵みの業（わざ）によって、今もそしてとこしえに、立てられ支えられる。万軍の王の熱意がこれを成し遂げる。—イザヤ書第9章1節、5－6節

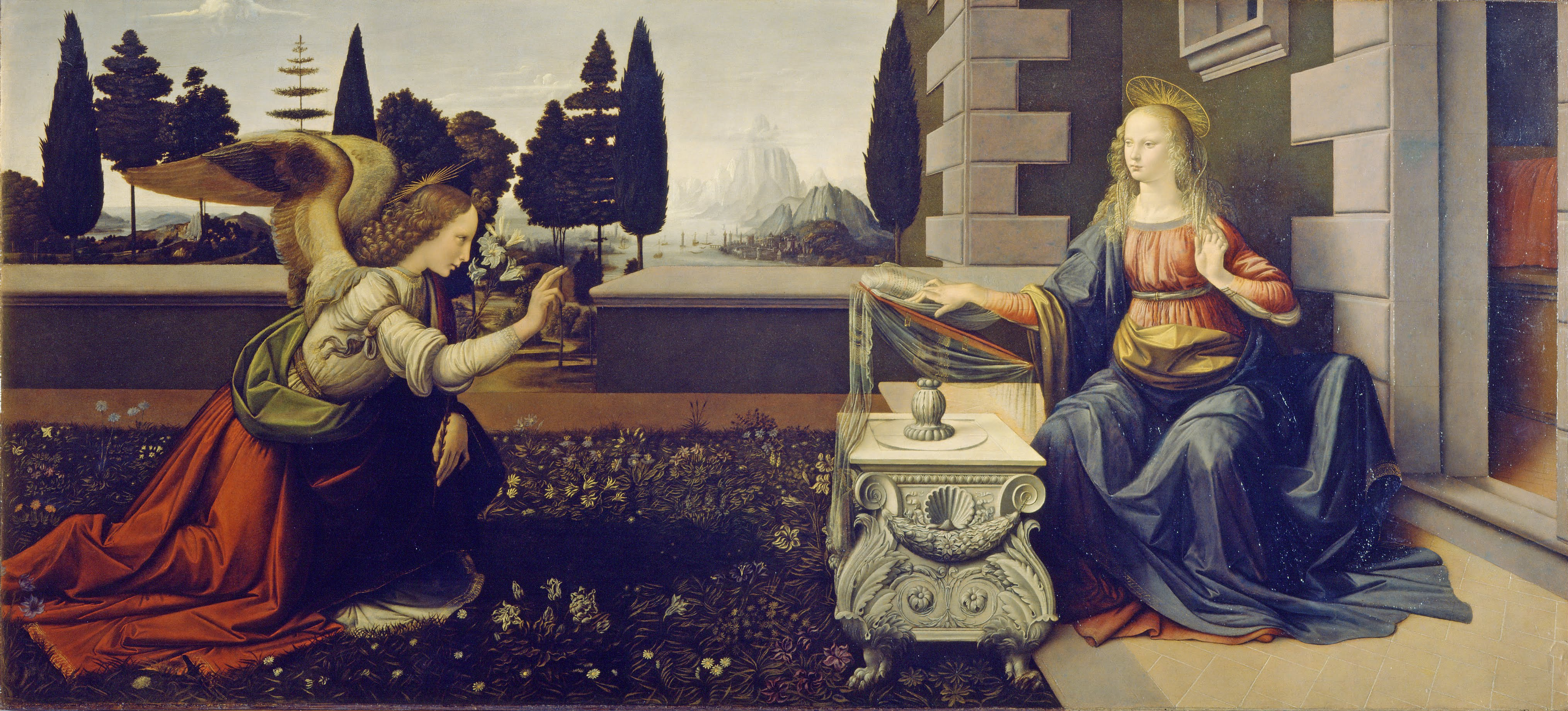
受胎告知　レオナルド・ダ・ヴィンチ作

また、受胎告知をテーマにした美術作品で、告知の天使ガブリエルが現れた際に、マリアが読書をしている作品が多いが、この時マリアが読んでいるのは旧約聖書で、イザヤの預言の成就を暗示しているといわれる。
古代イスラエルの民は、バビロン捕囚の苦しみを味わい、それゆえに、「救い主（メシア）」待望の信仰が生まれた。この讃美歌も暗さの中に光を求める讃美歌であり、救い主を強く期待する歌、救い主を待ち望む願望の歌でもある。また、原曲が中世の聖歌であるため，旋律も和声も、厳かな雰囲気を醸し出している。